# Wakiso
Wakiso is de hoofdplaats van het district Wakiso in het Centraal-Oeganda.
Wakiso telde in 2002 bij de volkstelling 16.702 inwoners.